# Hello! (Status Quo)
Hello! è il sesto album del gruppo rock britannico Status Quo, pubblicato per la prima volta nel settembre del 1973.

## Il disco

### Concezione
Nell'estate del 1973, conseguita una identità di stile ben precisa, gli Status Quo intendono incidere un album che sia in grado di consacrarli definitivamente sotto il profilo commerciale.

### Contenuti
Risultato di una fase di notevole affinamento della tecnica del gruppo, il lavoro contiene alcuni tra i brani più celebri degli Status Quo.
Lunghe sessioni di prova guidano la band verso una sostanziale maturazione dello stile pregresso, che rimane schietto e diretto nella sobrietà degli arrangiamenti e nella limatura degli accordi (spesso volutamente tagliati quando un pezzo sembra troppo intricato) ma si evolve nella misura delle armonie tra la sezione ritmica e il complesso lavoro ad intreccio tra le chitarre di Rossi e Parfitt in brani dalla articolata dinamica musicale quali Roll Over Lay Down e Forty-Five Hundred Times.
Pur essendo prevalente un'indole prettamente rock, non mancano episodi più melodici quali Claudie e And It's Better Now.

### Accoglienza
La stampa specializzata del tempo accoglie la pubblicazione di Hello! con valutazioni piuttosto discordanti. Mentre alcuni critici rimproverano ai Quo la riproposizione della lineare formula stilistica con cui hanno da poco conseguito il successo, altri ne colgono invece l'evoluzione e il tratto distintivo, mantenendo un giudizio positivo sulla genuinità e sulla purezza della loro musica.
Come accaduto per gran parte della produzione del gruppo, il lavoro è oggetto di nuova analisi e decisa rivalutazione critica nei decenni successivi. Pietra miliare nella discografia della band,  è oggi ritenuto un classico dell'hard rock inglese.
Primo album premiato dal pubblico con il vertice delle classifiche britanniche, Hello! spalanca definitivamente agli Status Quo le porte della gloria commerciale. In un vasto referendum promosso on-line dalla rivista Classic Rock nel 2003, 
è risultato l'album del gruppo più amato dai fan inglesi (con Forty-Five Hundred Times votata al primo posto tra le canzoni).
Dall'album vengono estratti i due singoli Caroline (che va al n. 5 UK) e Roll Over Lay Down (n. 9 UK), quest'ultimo pubblicato solo due anni più tardi in versione live EP.
Note:
- Hello! è il primo lavoro a cui partecipa - da esterno, nel brano Blue Eyed Lady - Andy Bown, futuro tastierista della band.

## Tracce
Lato A
1. Roll Over Lay Down – 5:41 (Rossi/Young/Parfitt/Lancaster/Coghlan)
2. Claudie – 4:00 (Rossi/Young)
3. Reason for Leaving – 3:41 (Rossi/Parfitt)
4. Blue Eyed Lady – 3:50 (Lancaster/Parfitt)

Lato B
1. Caroline – 5:53 (Rossi/Young)
2. Softer Ride – 4:00 (Lancaster/Parfitt)
3. And It's Better Now – 3:20 (Rossi/Young)
4. Forty-Five Hundred Times – 9:50 (Rossi/Parfitt)

Tracce bonus dell'edizione CD 2005
1. Joanne – 4:06 (Lancaster)

## Deluxe Edition 2015
Il 4 dicembre 2015, viene pubblicata la deluxe edition dell'album contenente due CD.
Nel primo disco viene riprodotto fedelmente l'album del 1973, con il sound completamente restaurato e rimasterizzato.
Nel secondo CD è incluso il brano Joanne ("lato B" del singolo Caroline), vari demo di Caroline e alcuni brani dal vivo.
Il libretto, oltre a varie foto del periodo di incisione dell'album, contiene delle ampie note illustrative redatte a cura di Dave Ling, critico delle riviste musicali britanniche Classic Rock e Metal Hammer.

### Tracce Deluxe Edition
CD 1
Contiene l'album originale del 1973, in versione restaurata e rimasterizzata.
1. Roll Over Lay Down – 5:41 (Rossi/Young/Parfitt/Lancaster/Coghlan)
2. Claudie – 4:00 (Rossi/Young)
3. Reason for Leaving – 3:41 (Rossi/Parfitt)
4. Blue Eyed Lady – 3:50 (Lancaster/Parfitt)
5. Caroline – 5:53 (Rossi/Young)
6. Softer Ride – 4:00 (Lancaster/Parfitt)
7. And It's Better Now – 3:20 (Rossi/Young)
8. Forty-Five Hundred Times – 9:50 (Rossi/Parfitt)

CD 2
Contiene il brano Joanne ("lato B" del singolo Caroline), vari demo di Caroline e alcuni brani dal vivo.
1. Joanne (Lato B del singolo Caroline) – 5:10 (Lancaster)
2. Caroline (Original demo - fast) – 2:11 (Rossi/Young)
3. Caroline (Original demo - slow) – 3:10 (Rossi/Young)
4. Don't Waste My Time (Live Reading Festival, 1973) – 4:22 (Rossi/Young)
5. Caroline (Mono) – 2:43 (Rossi/Young)
6. Caroline (Stereo edit) – 2:45 (Rossi/Young)
7. Is Really Me/Gotta Go Home (Live at National Stadium, Dublino, 10 aprile 1973) – 25:17 (Lancaster)

## Formazione
- Francis Rossi (chitarra solista, voce)
- Rick Parfitt (chitarra ritmica, voce)
- Alan Lancaster (basso, voce)
- John Coghlan (percussioni)

## Altri musicisti
- Andy Bown (piano) in Blue Eyed Lady
- John Mealing (piano) in Forty-Five Hundred Times
- Steve Farr (sax contralto)
- Stewart Blandamer (sax tenore)

## Classifiche britanniche
| Posizione | 5 | 4 | 4 | 1 | 1 | 3 | 3 | 5 | 9 | 8 | 12 | 30 | 25 | 25 | 34 | 21 | 23 | 30 | 40 | 30 | 38 | 50 | 40 | 48 | 49 | 57 | 46 | 35 | 59 | uscito |